# 北放水遗址
北放水遗址位于河北省保定市唐县高昌镇北放水村，2003年10月在对南水北调相关工程进行文物调查中首次发现。该遗址被中华人民共和国国务院列入第七批全国重点文物保护单位。